# Kingston (East Lothian)
Kingston ist eine Ortschaft in der schottischen Council Area East Lothian beziehungsweise in der traditionellen Grafschaft Haddingtonshire. Sie liegt rund drei Kilometer südlich von North Berwick und sieben Kilometer nordöstlich von Haddington nahe der Küste des Firth of Forth.

## Geschichte
Am Südrand von Kingston entstand um 1575 das Tower House Fenton Tower. Der zwischenzeitlich renovierte Wehrturm stellt das markanteste Gebäude der Ortschaft dar. Ein weitläufiges Anwesen nahe Kingston gelangte im Laufe des 15. Jahrhunderts in den Besitz der Familie Sydserff. Vermutlich entstand um diese Zeit bereits ein herrschaftliches Wohnhaus. Das heutige Herrenhaus Sydserf House stammt vermutlich aus dem 17. Jahrhundert.
Zwischen 1961 und 1991 sank die Einwohnerzahl Kingstons von 78 auf 45.

## Verkehr
Die B1347 bildet die Hauptverkehrsstraße von Kingston. Sie bindet die Ortschaft im Süden an die A199 (Edinburgh–West Barns) beziehungsweise die parallel verlaufenden A1 (Edinburgh–London) an. Im Norden ist in North Berwick die A198 erreichbar, welche die Ortschaften entlang der Firth-of-Forth-Küste anbindet.